# 雷亞法雅
雷亞法雅（在斯卡姆托語中，意為“我們正在前進”）是一個在南非約翰內斯堡營運的巴士快速交通系統。其於2009年8月30日開始分階段開放。雷亞法雅將約翰內斯堡中心商業區及布拉姆方丹與索韋托連接起來。目前，雷亞法雅正在向桑頓、羅斯班克和米德蘭擴展。其為非洲最早的巴士快速交通系統之一。

## 路線
雷亞法雅路線分為三類：主幹道與主要目的地之間的幹線路線、連接至中繼的循環路上運行的補充路線，以及從幹線路線輻射到偏遠郊區的支線路線。
截至2015年，以下路線正在運作中：
幹線路線：
- T1：特科扎（英语：Thokoza）公園（索韋托）至約翰內斯堡中心商業區和埃利斯公園東（多爾方丹（英语：Doornfontein））
- T2：特科扎公園至埃利斯公園東，經過市民中心（布拉姆方丹）
- T3：特科扎公園至帕克鎮和圖書館花園東

補充路線：
- C1：達布森維爾（英语：Dobsonville）（索韋托）至中心商業區和埃利斯公園東
- C2：達布森維爾至馬波恩亞購物中心（英语：Maponya Mall）
- C3：內城循環－總理府（英语：Chancellor House (building)）至約翰內斯堡美術館（英语：Johannesburg Art Gallery）
- C4：溫莎西和克雷斯塔至帕克鎮和內城
- C5：佛羅里達北至帕克鎮和圖書館花園
- C6：達布森維爾至博斯莫特

索韋托及鄰近地區的支線路線：
- F1：納萊迪至特科扎公園至中心商業區
- F2：普羅蒂亞格倫（英语：Protea Glen）至特科扎公園至中心商業區
- F3：亞巴武至湖景至中心商業區
- F4：莫福洛至布姆鎮至中心商業區
- F5：埃爾多拉多公園（英语：Eldorado Park, Gauteng）至湖景至中心商業區
- F6：萊阿格倫至博斯莫特
- F7：阿馬爾加姆至博斯莫特車站
- F8：韋斯特伯里車站至格雷莫特
- F9：馬佩特拉至特科扎公園
- F10：皮姆維爾至湖景
- F11：貝爾維尤/也奧維爾至城市
- F12：帕克鎮散佈路線

## 罷工行動
截至2014年2月，已有三次罷工中斷了服務。

## 外部連結
- Official website （页面存档备份，存于）